# تاترا ناتیونال پارک (لهستان)
تاترا ناتیونال پارک (لهستان) (به لهستانی:  Tatra National Park) یک منطقهٔ مسکونی در لهستان است که در Tatra Mountains, southern Poland واقع شده‌است.